# Haakon Magnusson
Haakon Magnusson (norsky: Håkon Magnusson Toresfostre) (1068/9–1094) byl norský král v letech 1093 a 1094. Haakon byl uznán králem jen v části Norska a jeho vláda má tedy omezený význam. Obecně se mu tedy nepřisuzuje pořadí za křestním jménem.
Haakon byl vnukem Haralda III. a synem Magnuse II. Narodil se zhruba v době, kdy jeho otec zemřel. Jeho pěstounem se stal Tore på Steig z Gudbrandsdalenu a vyrůstal na farmě ve Fronu. V roce 1090 podnikl vikinskou výpravu do Bjarmlandu, dnešní oblasti ruského Archangelsku.
Po smrti Olafa III. v roce 1093 byl Haakon prohlášen králem v Trondheimu, zatímco jeho bratranec, Olafův nemanželský syn Magnus III. Bosý, byl králem prohlášen ve Vikenu. Brzy se dostal s Magnusem do konfliktu a válka se zdála nevyhnutelná. V roce 1094 Magnus připravoval válečnou akci proti Haakonovi, ale byl překvapen jeho silnou pozicí. Haakon však náhle zemřel při cesttě přes horu Dovrefjell. Magnus se tak stal jediným vládcem Norska. Uvěznil Haakonova pěstouna Toreho på Steiga a poté ho nechal oběsit.